# Sympagus favorabilis
Sympagus favorabilis är en skalbaggsart som beskrevs av Friedrich F. Tippmann 1960. Sympagus favorabilis ingår i släktet Sympagus och familjen långhorningar. Inga underarter finns listade i Catalogue of Life.